# Colomers
Colomers és un municipi de la comarca del Baix Empordà el qual és regat per les aigües del Ter, el nucli del qual es trobava separat fins fa ben poc per un canal construït en temps del franquisme. Està documentat al segle ix amb el mot llatí Columbarios amb el consegüent significat del «lloc on es crien coloms» i és aquesta la raó per la qual a l'escut de Colomers es representa un colom.

## Geografia

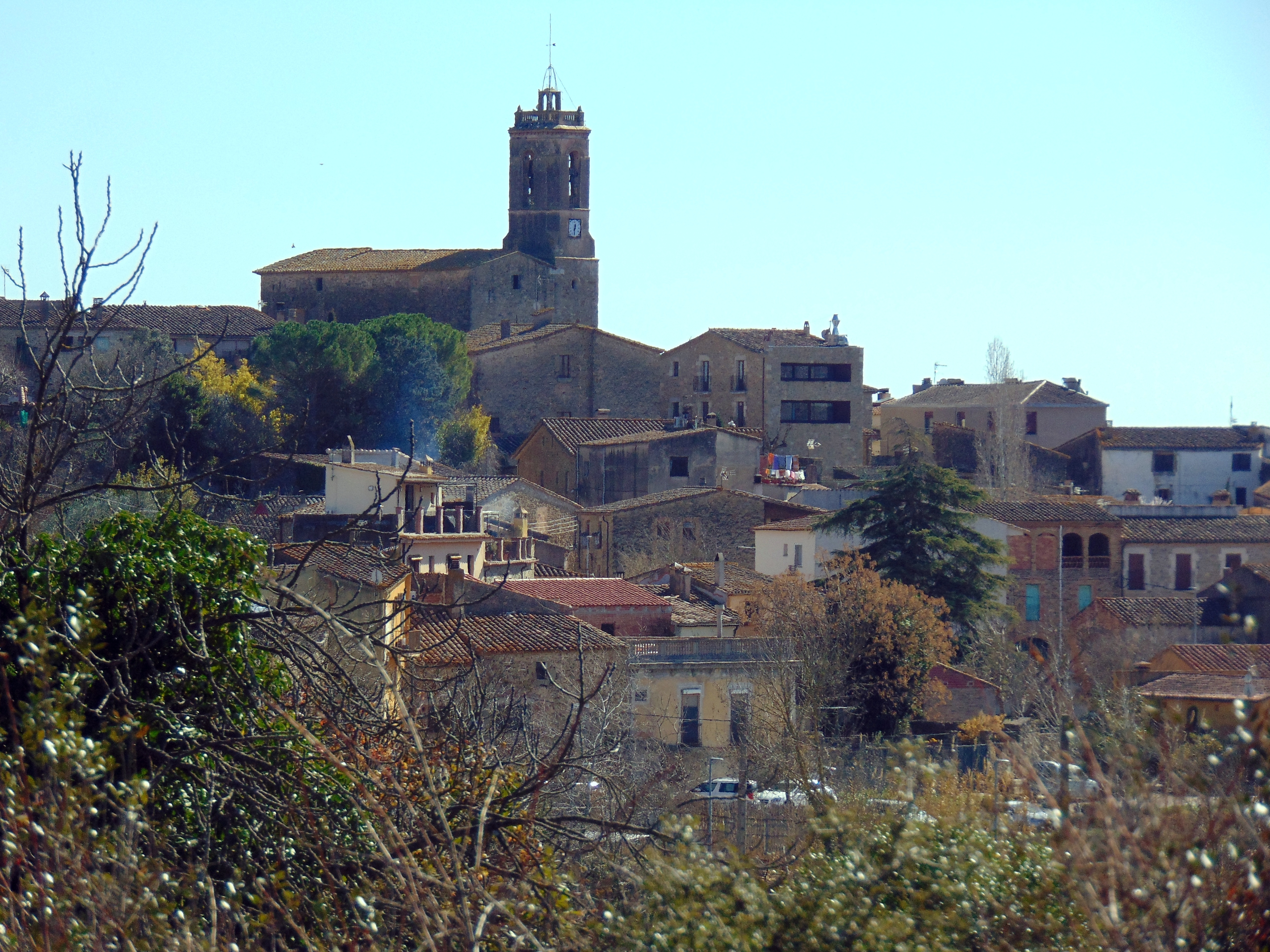

El micropoble de Colomers limita amb els termes municipals de Vilopriu al nord, Foixà al sud, Jafre a l'est i Sant Jordi Desvalls a l'oest, i al seu límit sud hi trobem el riu Ter. Així doncs, Colomers té una extensió de 4,30 km² i això el converteix en el poble més petit del Baix Empordà. El curs fluvial Riera de les Arces travessa una part del municipi.
Llista de topònims de Colomers: muntanyes, serres, collades, indretsrius, fonts, cases, masies, esglésies.

## Història[3]
Pel que fa a restes històriques que s'han trobat al municipi de Colomers, les més antigues corresponen a diversos dòlium (dipòsit esfèric de terrissa usat pels romans per posar-hi oli, gra, vi i altres), restes de cereals, argiles per fabricar terrissa i fragments de columna de marbre d'origen romà que es van trobar entre els anys 1960 i 1980 en plena restauració de l'església de Santa Maria de Colomers i que demostren el pas dels romans per Colomers, com també es demostra amb el miliari (pilars cilíndrics de pedra que marcaven els recorreguts en vies romanes, el que serien avui dia les senyals) que es trobà que actualment es troba exposat a la plaça del poble.
El primer document on apareix el nom de Colomers correspon a un diploma de l'any 844, en plena època dels Carolingis. En el document, el rei Carles el Calb confirma el cenobi de Sant Medir la cel·la monàstica de Colomers (procedent de l'abadia benedictina d'Amer) amb la frase en llengua llatina «necnon cellulas duas in pago impuritanense sitas, quarum una apellatur Columbariis, sita super fluvium Taceram», que en llatí vol dir «així com les dues cel·les del comtat d'Empúries, una de les quals s'anomena Colomers, situada sobre el riu Ter». El 1210, l'abadia d'Amer completà el seu domini sobre el lloc en comprar-ne la jurisdicció del compte Hug IV d'Empúries.
A més a més, gràcies a un post-scriptum que es troba a un llibre dedicat a la Guerra Civil Catalana del segle xv, escrit pel compte del Pallars, es pot saber que la reina catalana Joana Enríquez es va allotjar a Colomers durant tres dies fins que va ser localitzada pels seus contraris, els catalans feudals o els remences, i va fugir a Sant Jordi Desvalls, un dels pobles veí. No obstant això, els trenta soldats que protegien el poble de Colomers van morir.
Pel que fa a guerres, no només es té constància de la Guerra Civil Catalana del segle xv, pel que fa a Colomers, també es té constància, probablement per la proximitat amb França, de molts dels soldats francesos que feien estada a Colomers en les diferents guerres que es troben en el període d'entre els segles xvi i xvii, com ara la guerra dels segadors o la guerra dels vuit anys i, ja al segle xix, a causa de les guerres napoleòniques, els exèrcits francesos també fan estada a Colomers, tot i ser un poble relativament petit.
Pel que fa al segle xix a Colomers, es pot remarcar que per l'any 1890, es va establir una fàbrica tèxtil de punt al Raval de Colomers, la part baixa del poble, i la construcció d'un nou campanar a l'església de Santa Maria de Colomers.
Per acabar amb la descripció històrica, el segle xx a Colomers va ser un dels més importants per l'evolució positiva del poble. En aquest mateix segle, el poble rep ua instal·lació elèctrica i també de telèfon, a les cases més benestants. També es construeix un cementiri nou, l'any 1926, tot abandonant l'antic emplaçament davant l'església de Santa Maria de Colomers. La gent del poble es modernitza i s'interessa per la política i per l'oci, tant que funden societats com "La Colometa", "La Victoria Columbense" i "Paz i Alegria". La Guerra Civil Espanyola esclata i es produeixen dos bombardejos al poble. Els colomersencs es refugiaven a la rectoria del poble i molta gent optà per amagar-se al bosc. En aquesta tràgica etapa, es produeix la desaparició d'onze colomersencs a les quals es va homenatjar l'any 2004, amb unaa placa commemorativa que actualment es troba a un parc del poble. En el mateix segle, es reclama una escola per noies i una altra per nois i l'any 1961 s'inauguren les noves escoles fins que l'any 1964 esdevenen escoles mixtes. Continuant per la mateixa línia, es va construir un canal, que ja no existeix, el qual està soterrat. De cara a la política, es produí un fet remarcable que va tenir lloc l'any 1987 quan Concepció Planas passa a ser la primera alcaldessa, i de moment última, de Colomers. El 2008 va ser un dels nou membres fundadors de l'Associació de micropobles de Catalunya.
Entrant al poble des de Verges hi ha la Capella de Sant Llenç, d'origen romànic, actualment transformada en casa particular.

## La Casa Quintana
Amb relació a la història local, cal destacar la Casa Quintana. La Casa Quintana ha sigut sempre coneguda al poble com la millor casa del poble per excel·lència, ja sigui per propietats (eren terratinents), per la seva arquitectura d'estil barroc o per les grans polèmiques que aixecava al poble. La família Quintana data del segle xiv mentre que la Casa Quintana, de planta, dos pisos i una torre de vigilància en posició estratègica per l'època, data del segle xvii. Des d'antic, sempre ha passat de generació rere generació fins que l'any 1973, l'esposa de l'últim dels Quintana, Joaquim de Quintana Quintana, afusellat en plena Guerra Civil Espanyola l'any 1936, es vengué tot el llegat dels Quintana i fugí del poble. La família Quintana ha sigut sempre molt popular al poble de Colomers, des d'antic fins ben acabada la Guerra Civil Espanyola. A més a més, d'aquesta família ja se'n té constància l'any 1321 quan apareix en diferents capbreus i documents relacionats amb l'abadia d'Amer quan la família es disputava la propietat del poble de Colomers amb l'abadia d'Amer, propietària de gran part del poble. Al segle xvi, la família Quintana amplia el seu patrimoni fins que acaben adquirint quasi tots els béns que l'abadia d'Amer tenia a Colomers. Deixant de banda la riquesa dels Quintana, també es pot dir que sempre ha sigut una família polèmica, ja que sovint es trobaven amb plets contra l'abat d'Amer o amb altres persones de renom per l'època. Actualment, aquesta família ja no resideix a Colomers i no se'n té constància de res més que els descendents directes dels Quintana de Colomers es troben, ara per ara, a Lleida.

## Demografia
| 1497 f | 1515 f | 1553 f | 1717 | 1787 | 1857 | 1877 | 1887 | 1900 | 1910 |
| ------ | ------ | ------ | ---- | ---- | ---- | ---- | ---- | ---- | ---- |
| 27     | 32     | 21     | 250  | 404  | 553  | 457  | 456  | 362  | 371  |

| 1920 | 1930 | 1940 | 1950 | 1960 | 1970 | 1981 | 1990 | 1992 | 1994 |
| ---- | ---- | ---- | ---- | ---- | ---- | ---- | ---- | ---- | ---- |
| 354  | 344  | 349  | 376  | 287  | 275  | 225  | 210  | 201  | 201  |

| 1996 | 1998 | 2000 | 2002 | 2004 | 2006 | 2008 | 2010 | 2012 | 2014 |
| ---- | ---- | ---- | ---- | ---- | ---- | ---- | ---- | ---- | ---- |
| 212  | 202  | 196  | 199  | 202  | 213  | 203  | 201  | 205  | 195  |

| 2016 | 2018 | 2020 | 2022 | 2024 | 2026 | 2028 | 2030 | 2032 | 2034 |
| ---- | ---- | ---- | ---- | ---- | ---- | ---- | ---- | ---- | ---- |
| 188  | 176  | 174  | 204  | 205  | -    | -    | -    | -    | -    |

## Inversions al municipi

### 2008
L'Institut Català del Sòl va treure a licitació el projecte d'adequació de la plaça de l'església, que estava pressupostada en 191.974 euros i que havia de permetre remodelar-la totalment. Les obres havien d'estar finalitzades al final del 2008 segons les previsions

### 2009
Es preveu que la iniciativa Parc del Ter sorgida arran de la consulta popular realitzada a finals del 2007 es dugui a terme, aquesta inclouria projectes per dinamitzar el poble al voltant del riu Ter i en la consulta popular van sorgir propostes com: un berenador com a punt de trobada, un circuit de salut, un observatori ornitològic, una pista esportiva o un àmbit de plantes remeieres autòctones, per altra banda també es preveuen facilitar que les empreses es puguin instal·lar a les ribes del Ter amb projectes com el piragüisme i l'enlairament de globus aerostàtics. Es preveu que l'ACA posi en funcionament la presa de Colomers, amb relació amb el decret de l'aigua, amb aquesta mesura s'espera que la presa pugui acumular uns quatre hectòmetres cúbics d'aigua

### 2011
Emmarcat en la recuperació del nucli antic de Colomers, està previst que l'any 2011 es comenci a rehabilitar l'edifici de l'Ajuntament, un projecte amb un cost aproximat de 203.062 euros i que el Puosc subvencionarà amb 153.062 €

## Actes i celebracions
- «L'Encant dels Pans» és una celebració que rau en la subhasta de pans i coques que aporta la gent de Colomers i que es rifen davant de tothom que en vulgui, tant els que n'han portat com els que van a comprar-ne. Aquesta petita celebració té lloc el cap de setmana anterior o posterior al 20 de gener, diada de Sant Sebastià, en honor del qual s'encantaven els pans beneïts i diada original de la Festa petita .[11]
- «El Ball de la gitana» es celebrava el dimarts de carnaval. Antany la gent recorria el poble cantant i ballant El ball de la gitana, i recollint ous i botifarres amb els quals feia una gran truitada. Actualment, tot i que aquesta tradició ha desaparegut, durant els últims anys, coincidint amb la inauguració del Centre cívic, la Comissió de festes organitza un dinar durant el cap de setmana de carnaval.[12]
- «Estiu a la Fresca»: els dissabtes del mes de juliol, l'ajuntament de Colomers organitza un conjunt d'actes culturals (cinema al carrer, cant, teatre, etc.) de franc.[13]
- La Festa major se celebra el primer cap de setmana del mes de setembre, per Sant Llenç[11]

## Associacions
El municipi de Colomers forma part de les següents associacions:
- Associació de micropobles de Catalunya (AMC), del qual va ser membre fundador.[5]
- Federació de Municipis de Catalunya (FMC)[14]
- Consorci Localret[15]
- Consorci Alba-Ter[16]
- CILMA[17]